# Joseph Godbout
Pour l’article homonyme, voir Godbout (homonymie).
Joseph Godbout (18 mai 1850-1er avril 1923) fut un médecin et homme politique fédéral et municipal du Québec.

## Biographie
Né à Saint-Vital-de-Lambton dans le Canada-Est, M. Godbout étudia au Séminaire de Québec et à l'Université Laval. Il entama sa carrière politique en devenant maire de la municipalité de Saint-François-de-Beauce en 1898.
Élu député du Parti libéral du Canada dans la circonscription fédérale de Beauce en 1887, il sera réélu en 1891, 1896 et en 1900.
Il démissionne en 1901 pour accepter le poste de sénateur de La Salle que lui a offert le premier ministre Wilfrid Laurier. Il y demeurera jusqu'à sa mort en 1923 à Québec.
Son petit-fils, Gaspard Fauteux, fut Lieutenant-gouverneur du Québec et député fédéral de Sainte-Marie de 1942 à 1950.